# HD 184146
HD 184146，又名BD+83 552，SAO 3209、HR 7425，是一颗恒星，视星等为6.53，位于銀經115.68，銀緯26.27，其B1900.0坐标为赤經19h 27m 57s，赤緯+83° 26.27′ 6″。